# Bezdružice (seriál)
Bezdružice je český komediální televizní seriál, premiérově vysílaný v letech 2015–2016 na TV Barrandov. Celkově vzniklo dvanáct dílů. Natáčen byl v obci Strančice.

## Příběh
V poklidném městečku Bezdružice se novým starostou stane místní rodák a bývalý manažer pražské reklamní agentury Karel Gottwald, jenž zvítězí díky agresivní kampani. Následně však zjistí, že řídit obec není tak jednoduché, takže mu pomáhají místní přátelé. Pozor si ovšem musí dávat na bývalou starostku Hrabnou, která se chce za svoji porážku pomstít.

## Obsazení
| Václav Vydra     | Karel Gottwald        |
| Alice Bendová    | Renata Owesny         |
| Josef Carda      | poručík Václav Menšík |
| Dagmar Patrasová | Markéta Hrabná        |
| Daniel Rous      | doktor Arnošt Bláha   |
| Jozef Vajda      | farář Ján             |
| David Suchařípa  | Josef Kozina          |